# Daniel Sanabria
Daniel Horacio Sanabria Gueyraud (Asunción, 8 febbraio 1977) è un ex calciatore paraguaiano.

## Carriera
In carriera ha giocato in vari campionati sudamericani e nella J. League giapponese. Ha anche giocato nella Nazionale paraguaiana durante il campionato mondiale di calcio 2002 e la Copa América 2001.